# Stazione di Strausberg
La stazione di Strausberg si trova sul tracciato della Ostbahn ed è collegata alla città di Strausberg dall'omonima tranvia. È ubicata nella zona urbana meridionale di Strausberg, ed è servita da treni regionali e dalla linea S5 della S-Bahn di Berlino. Si trova nella zona tariffaria C di Berlino del Verkehrsverbunds Berlin-Brandenburg (VBB).

## Storia
La sezione da Berlino a Küstrin della Ostbahn fu aperta nel 1867, ma si trovava a diversi chilometri a sud della città. Strausberg ebbe una stazione con un edificio di accoglienza in mattoni e due piattaforme laterali, e attorno alla zona si sviluppò il quartiere "sobborgo".
Il collegamento con il centri città, lungo circa sei chilometri, fu creato nel 1893 dalla Strausberger railway. I suoi treni portavano alla piccola stazione vicino al piazzale della stazione, da lì c'era un collegamento ferroviario con la ferrovia statale. Il 20 settembre 1896, entrò in esercizio la stazione ferroviaria della Strausberg-Herzfelder Kleinbahn a sud dei binari della ferrovia statale. Aveva possibilità di coincidenze con la ferrovia statale, e fino al 1962 anche sul traffico passeggeri oltre che per le merci. Nel 1967 la linea da Strausberg a Herzfelde fu chiusa.
La piattaforma in direzione di Küstrin fu abbandonata come parte della continuazione della S-Bahn, la ferrovia suburbana meridionale collegata alla linea principale verso Berlino. I treni della S-Bahn transitarono sulla nuova linea per dodici anni e la stazione di Strausberg doveva ancora essere cambimodificata. Il 26 maggio 1968, il primo treno passeggeri giunse a Strausberg Nord.
Alla fine del 2015, la linea S-Bahn che porta a Strausberg Nord è stata ampliata con una sezione di incontro a due binari. Ciò ha reso possibile, la frequenza dei treni ogni 20 minuti rispetto alla precedente che era ogni 40 minuti. Sono stati investi 8,5 milioni di euro da parte dello stato del Brandeburgo